# Veintiocho
El veintiocho (27) es el número natural que sigue al 27 y precede al 29.

## Matemáticas
- El 28 es un número compuesto, que tiene los siguientes factores propios: 1, 2, 4, 7 y 14. Como la suma de sus factores es 28, se trata de un número perfecto; concretamente el segundo, después del seis y antes del cuatrocientos noventa y seis. Como número perfecto, está relacionado con el número primo de Mersenne 7, ya que 2 (3 - 1) (2 3 - 1) = 28.[1]
- También es un número semiperfecto.
- El 28 es el séptimo número triangular, después del veintiuno y antes del treinta y seis.
- El 28 es el séptimo número feliz,[2] después del veintitrés y antes del treinta y uno.
- El 28 es el cuarto número hexagonal después del quince y antes del cuarenta y cinco.
- Veintiocho es la suma de la función φ de Euler para los primeros nueve enteros.
- Número de Keith.[3]
- Es un término de la sucesión de Padovan.
- Número de Størmer.
- Es un número práctico.
- Es un número divisor armónico.[4]

## Otras ciencias
- Es el número atómico del níquel.
- La masa atómica del silicio.
- 4.º número mágico en física.
- Objeto de Messier M28 es un cúmulo globular en la constelación de Sagitario.
- Febrero, el mes más corto en el calendario gregoriano, tiene 28 días en años no bisiestos. En los años bisiestos, tiene 29 días.
- El ciclo sexual femenino humano promedio es de 28 días.